# Cum Tam Divino
Cum Tam Divino е папска була на римския папа Юлий II от 19 февруари 1505 г., в която папата обявява, че избирането на папа, опетнен от симония, е нищожно.
Съгласно постановленията на булата, изборът на папа чрез симония е невалиден, макар и папата да е избран единодушно от кардиналите. Избирането на папата чрез симония, не се валидира от последващото ръкополагането, с течение на времето, както и чрез обожание и послушание от страна на кардиналите. Ето защо, позволено е на всички кардинали, на духовниците, на римския народ, на всички служители, без страх от наказание, да не се подчиняват на папата, избран чрез симония. Кардиналите избрали папа чрез симония, подлежат на наказание с отнемане на привилегиите и дори техния ранг. Кардиналите, които не са съучастници в избирането на симоничен папа трябва да изберат друг папа от колегията.
Папата приема тази була, за да осъди изборите, обявени за симонични, на своя предшественик Александър VI. „Cum Tam Divino“ е утвърдена на петата сесия на Петия латерански събор на 16 февруари 1513 г.